# Sbergia
La Sbergia (o Smergia) è una varietà di pesca nettarina, cultivar Sbergiu, diffusa nella valle del Niceto - nei comuni di Torregrotta, Monforte San Giorgio e San Pier Niceto (Sicilia) - di cui costituisce un prodotto tipico e radicato.

## Caratteristiche
Raccolta solitamente tra luglio e agosto, è caratterizzata dalla pelle liscia, la polpa bianca, il profumo all'olfatto e dolcezza al gusto. Inoltre, «le caratteristiche pedo-climatiche e colturali tipiche dell'aria di diffusione, conferiscono alla” Sbergia “delle peculiarità organolettiche non riscontrabili nelle produzioni di altre località». Tuttavia il prodotto si deteriora rapidamente e gli alberi che lo fruttificano sono molto esigenti in fatto di difesa parassitaria, potatura e sostegno rami.
Attualmente la Sbergia viene prodotta su una superficie stimata tra i 75 e i 90 ettari con una produzione media globale annua di circa 8000 tonnellate. 
Il mercato di commercializzazione è limitato alle provincie di Messina, Catania e Reggio Calabria e, a causa delle modeste dimensioni delle superfici coltivate, le produzioni non riescono a soddisfare le richieste di mercato. Il ricavo lordo si aggira tra 800.000 e 1,5 milioni di euro su tutto il comprensorio di diffusione.

## Storia
Secondo la tradizione, la Sbergia fu introdotta per la prima volta dalle popolazioni arabe che si stanziarono nella zona a partire dal 965, come risultato di alcuni innesti sperimentali. Lo stesso termine Sbergia deriverebbe dall'arabo al-berchiga, trasformato poi nel francese alberges durante la dominazione angioina, fino ad approdare, dopo varie modificazioni linguistiche, all'attuale terminologia.
La coltivazione della Smergia nella valle del Niceto è accertata con prove documentali già a partire dal XVI secolo, evidenziata da Antonino Venuti nel suo trattato De agricultura opusculum del 1516.